# Palaeodictyoptera
Ordre
Super-familles de rang inférieur
- † Breyerioidea Handlirsch, 1906
- † Eugereonoidea Sinitshenkova, 2002
- † Spilapteroidea C. Brongniart, 1894

Les Palaeodictyoptera (paléodictyoptères en français) forment un ordre éteint d'insectes ailés du super-ordre également éteint des Palaeodictyopterida.
Connus par leurs fossiles, ces insectes ont vécu au cours du Carbonifère et du Permien.
Leur nom grec Παλαιόδικτυοπτερα signifie « anciennes ailes nervurées » ou « ailes anciennement nervurées » : ce nom leur a été donné parce que les entomologistes du XIXe siècle ont pensé voir en eux les ancêtres de l'ordre obsolète des actuels Dictyoptera.

## Description
La taille de la plupart des Paléodictyoptères allait de 3 à 5 cm mais quelques-uns étaient bien plus grands : Mazothairos avait une envergure de 55 centimètres soit la taille d'un pigeon. La plus petite espèce connue est le spilaptéridé Tytthospilaptera wangae, du Carbonifère supérieur de Chine, avec une envergure de 2 centimètres soit la taille d'une abeille.
Le thorax des Paléodictyoptères est segmenté en trois, chaque segment portant une paire de pattes et une paire d'ailes. La première paire d'ailes, juste derrière la tête, sur le prothorax, est vestigielle (ailettes, winglets ou « lobes paranotaux » sans muscles dédiés, donc sans mouvements) mais montre l'existence possible d'ancêtres hexaptères ; les ailes médianes et postérieures sont similaires, peu différenciées. Ces quatre ailes fonctionnelles sont bien caractérisées par des nervures, d'où le nom du groupe, et parfois même par des motifs de couleurs, préservés dans des fossiles exceptionnels comme Dunbaria fasciipennis.
Les Paléodictyoptères possédaient des pièces buccales en forme de bec, broyeuses ou suceuses de sève ou d'hémolymphe, souvent allongées en stylets pointus et tranchants, et par un organe ressemblant à une pompe aspirante. Contrairement aux insectes suceurs modernes, tels que les hémiptères qui replient leur stylet sous leur thorax, les Paléodictyoptères tenaient leurs pièces buccales verticalement sous la tête ou projetées vers l’avant. Ils ont probablement utilisé ces organes pour sucer la sève de plantes, bien que certains aient pu être ectoparasites, détritivores ou prédateurs.
Un autre caractère distinctif des paléodictyoptères est la présence de cerques deux fois plus longs que l'abdomen.

## Paléobiologie
G. Bechly a suggéré en 2004 que l’absence de vertébrés aériens prédateurs et le taux d'oxygène dans l'atmosphère, plus élevé qu'aujourd'hui, ont pu permettre à quelques insectes ptérygotes d'atteindre des grandes dimensions pendant les périodes carbonifère et permienne. Cette augmentation de taille a pu être accélérée par une « concurrence évolutive » entre les Paléodictyoptères, pour la plupart à régime alimentaire végétarien, et leurs prédateurs du genre Meganeura, mais, sans poumons, aucun insecte volant n'a pu dépasser les mensurations de Meganeuropsis de la taille d'une mouette.

## Familles

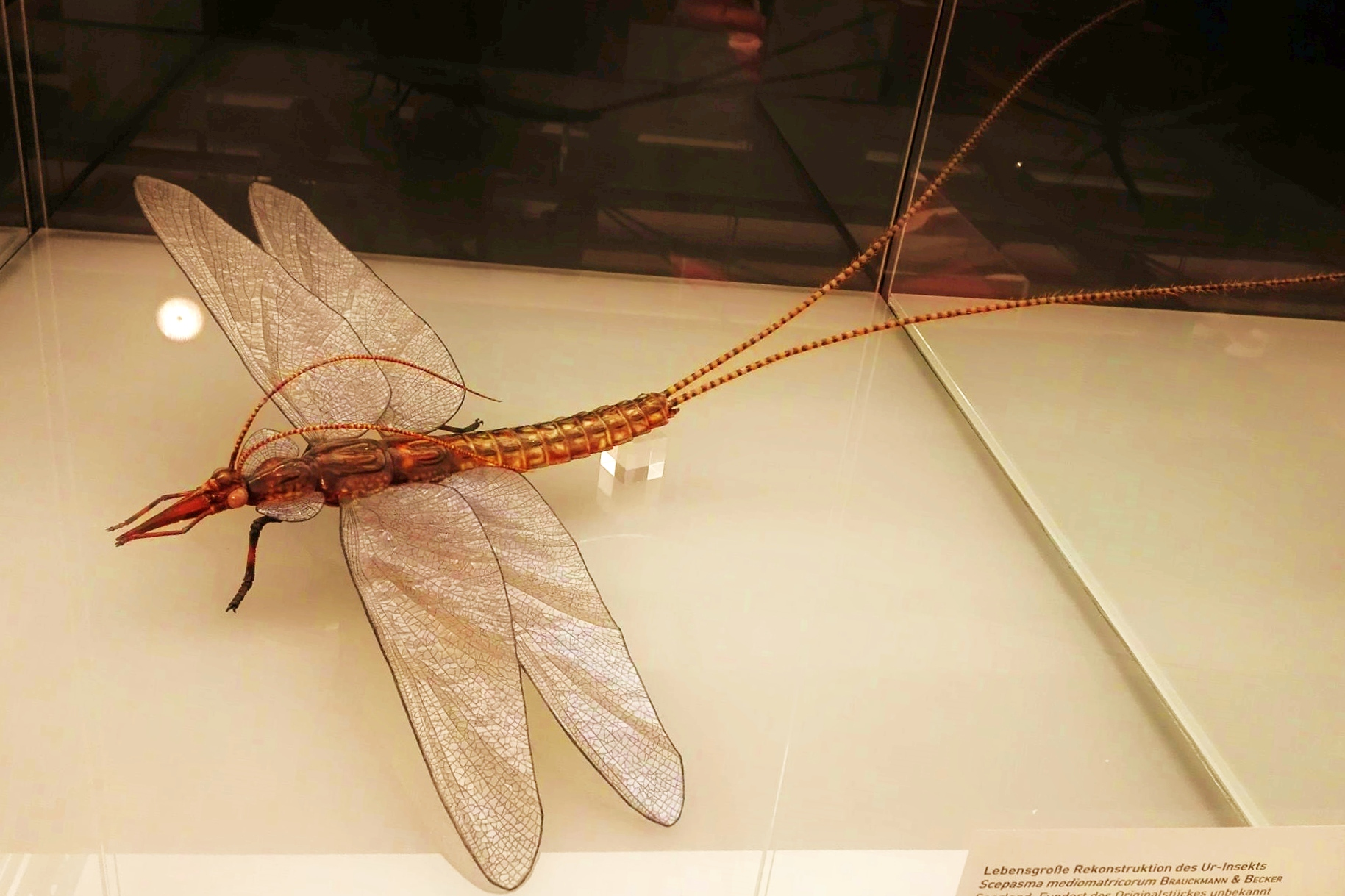
Restitution paléoartistique du paléodictyoptère homoïoptéride Scepasma mediomatricorum, Saarbrücken (Allemagne).

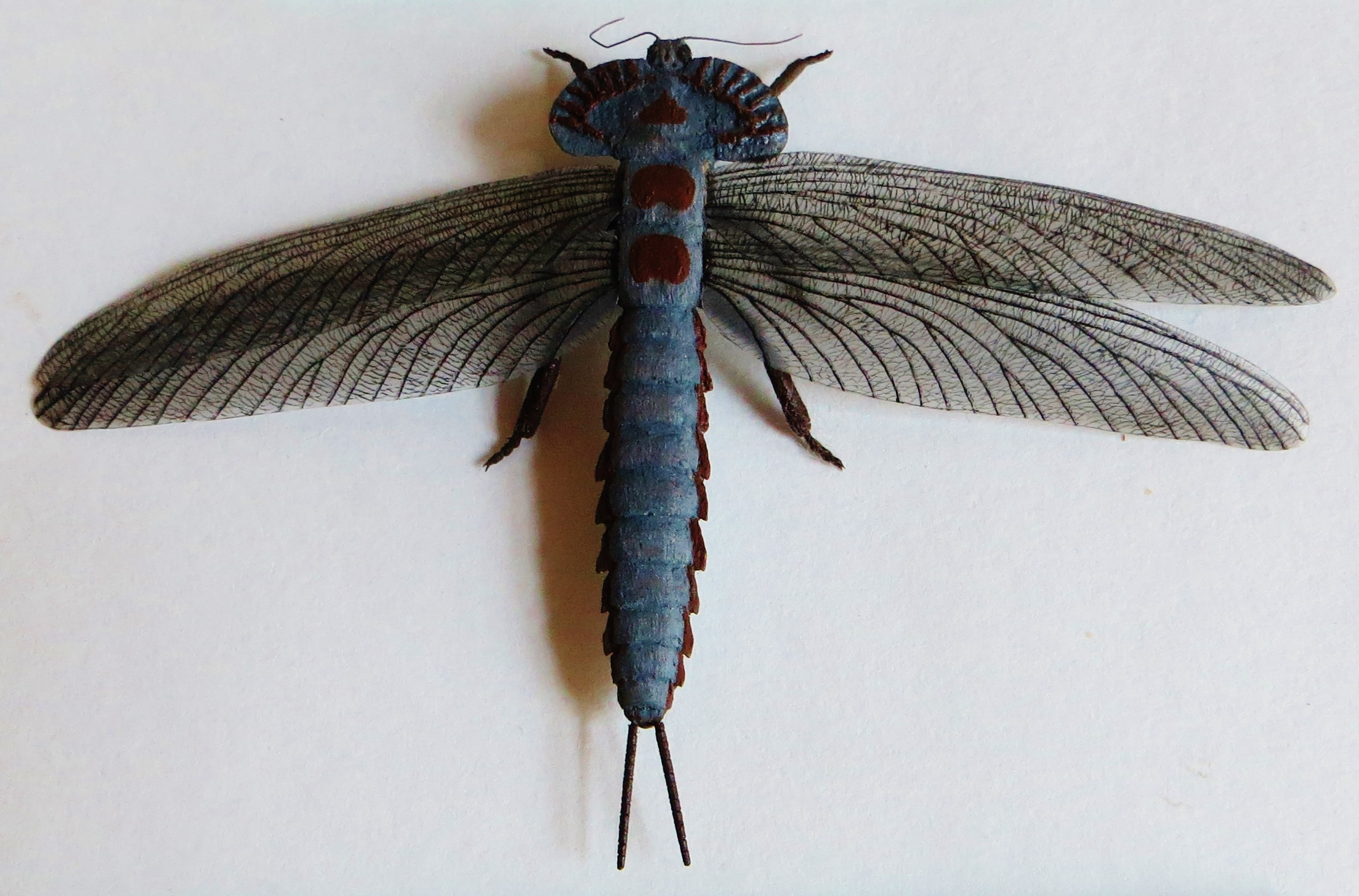
Restitution paléoartistique du paléodictyoptère dictyoneuride Stilbocrocis heeri (Musée Teyler, Haarlem, Pays-Bas).

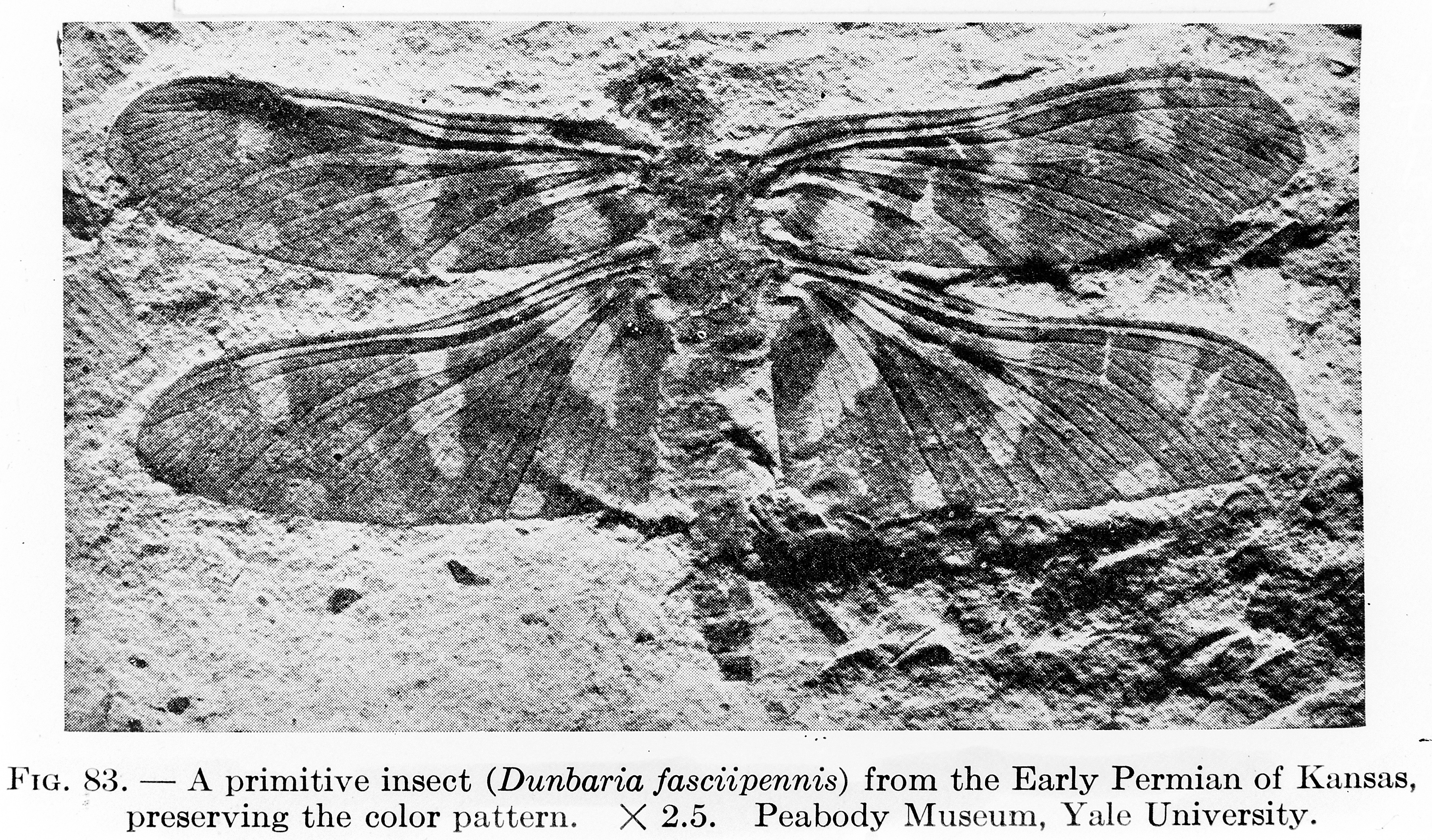
Fossile du paléodictyoptère spilaptéridé Dunbaria fasciipennis avec ses motifs alaires préservés (Musée Peabody d'histoire naturelle, New Haven, États-Unis).

Selon IRMNG en 2023, le nombre de familles incluses est de 24 :
- Famille Archaemegaptilidae †
- Famille Breyeriidae †
- Famille Calvertiellidae Martynov, 1931 †
- Famille Dictyoneuridae †
- Famille Elmoboriidae †
- Famille Eugereonidae †
- Famille Fouqueidae †
- Famille Frankenholziidae †
- Famille Graphiptilidae †
- Famille Homoiopteridae †
- Famille Lithomanteidae Handlirsch, 1906 †
- Famille Lycocercidae †
- Famille Mecynostomatidae †
- Famille Megaptilidae †
- Famille Mongolodictyidae Sinitchenkova, 1992 †
- Famille Namuroningxiidae Prokop & Ren, 2007 †
- Famille Paralogidae †
- Famille Permoneuridae †
- Famille Permothemistidae †
- Famille Psychroptilidae †
- Famille Rectineuridae †
- Famille Spilapteridae †
- Famille Straeleniellidae Laurentiaux-Vieira & Laurentiaux, 1986 †
- Famille Tchirkovaeidae Sinitchenkova, 1979 †[6] †